# Stéphane De Almeida
Stéphane De Almeida (* 12. August 1987) ist ein Schweizer Fussballschiedsrichterassistent.
De Almeida hat portugiesische Wurzeln. Er ist seit der Saison 2011/12 Schiedsrichterassistent in der Schweizer Super League. Bisher war er bereits bei über 250 Ligaspielen im Einsatz.
Seit 2015 steht er auf der Liste der FIFA-Schiedsrichter und ist bei internationalen Fussballspielen im Einsatz.
In der Saison 2018/19 war De Almeida erstmals bei einem Spiel in der Europa League, in der Saison 2020/21 erstmals bei einem Spiel in der Champions League im Einsatz.
Im April 2024 wurde De Almeida zusammen mit Bekim Zogaj als Schiedsrichterassistent von Sandro Schärer für die Europameisterschaft 2024 in Deutschland nominiert.